# Gustav Streicher
Gustav Streicher (* 2. Juli 1873 in Auerbach; † 12. August 1915 in Bad Hall) war ein österreichischer Dramatiker und Schriftsteller.

## Biografie
Der 1873 in Auerbach im oberösterreichischen Innviertel geborene Streicher lebte und wirkte zuerst in Salzburg, wo er ab 1904 auch den jungen Georg Trakl förderte und zu ersten dramatischen Versuchen anregte (Totentag und Fata Morgana). 1908 folgte – zeitgleich mit Trakl – ein Umzug nach Wien. 
Streicher war ein herausragender Vertreter der aus dem Naturalismus hervorgegangenen Heimatkunst, auch finden sich reichlich symbolistische Elemente in seinem Werk. Mit dem allmählichen Verschwinden dieser beiden Kunstrichtungen wurde allerdings auch seinem Schaffen die Grundlage entzogen. 
Gustav Streicher starb 1915 im oberösterreichischen Bad Hall.

## Werke
- Stephan Fadinger (Historisches Drama)
- Traumland: Märchendrama in drei Akten
- Die Macht der Toten: Monna Violanta